# Джурич, Андрей
Андре́й Джу́рич (серб. Андреј Ђурић / Andrej Đurić; род. 21 сентября 2003, Белград) — черногорский и сербский футболист, защитник шведского «Мальмё».

## Клубная карьера
Является воспитанником «Црвены звезды», в котором прошёл путь через все детские и юношеские команды. В 2020 и 2021 года на правах аренды выступал за «Графичар» в первой лиге. После окончания аренды вернулся в «Црвену звезду» и подписал с клубом новый многолетний контракт. 20 марта 2022 года дебютировал в чемпионате Сербии во встрече с «Колубарой», выйдя на поле в конце второго тайма. По итогам чемпионата вместе с клубом занял первое место в турнирной таблице и стал чемпионом страны.
Летом 2022 года на правах аренды перешёл в словенский «Домжале». В начале 2023 года подписал с клубом полноценный контракт. В августе того же года вернулся в «Црвену звезду», с которой подписал трёхлетнее соглашение. Затем на правах аренды выступал за словацкий «Спартак» из Трнавы и «Нови-Пазар». Осенью 2024 года был возвращён из аренды и стал выступать за основной состав «Црвены звезды», вместе с которым по итогам сезона стал чемпионом и выиграл кубок Сербии.
9 июля 2025 года перешёл в шведский «Мальмё», подписав контракт, рассчитанный на четыре с половиной года.

## Карьера в сборной
Выступал за юношескую команду Сербии. В её составе в 2022 году ездил на чемпионат Европы в Словакии. На турнире участия в матчах не принимал, а сборная заняла последнее место в таблице и из группы не вышла.
В марте 2024 года решил представлять сборную Черногории. В сентябре того же года дебютировал за молодёжную сборную страны.

## Личная жизнь
Младший брат Андрея, Лазар Джурич, также футболист.

## Достижения
Црвена звезда
- Чемпион Сербии: 2021/22, 2024/25
- Обладатель кубка Сербии: 2024/25